# چارلز ری (هنرپیشه)
چارلز ری (انگلیسی: Charles Ray؛ ۱۵ مارس ۱۸۹۱ – ۲۳ نوامبر ۱۹۴۳) یک کارگردان اهل ایالات متحده آمریکا بود.
از فیلم‌ها یا برنامه‌های تلویزیونی که وی در آن نقش داشته است می‌توان به رابین‌هود اشاره کرد.